# Lijst van burgemeesters van Heerde
Dit is een lijst van burgemeesters van de Nederlandse gemeente Heerde in de provincie Gelderland.
| Ambtsperiode                       | Naam burgemeester                                         | Partij of stroming | Bijzonderheden                                         |
| ---------------------------------- | --------------------------------------------------------- | ------------------ | ------------------------------------------------------ |
| 1802 - 1863                        | Nicolaas Stephanus van Meurs                              |                    | eerst schout                                           |
| 1863 - 1890                        | Anton Frans Henric van Troostenburg de Bruijn (1823-1890) |                    |                                                        |
| 1891 - 1897                        | Ferdinand Folef baron d'Aulnis de Bourouill               |                    |                                                        |
| 1897 - 1913                        | Theodore van Tricht                                       |                    |                                                        |
| 1914 - 1932                        | Jhr. Johan Guilielmus Schorer                             |                    |                                                        |
| 1932 - 1937                        | Willem Constant baron van Randwijck                       |                    |                                                        |
| 1937 - 1943                        | Mr. J.D. Koster                                           |                    |                                                        |
| 1943 - 1945                        | S.J.J. Koning                                             | NSB                |                                                        |
| 1946 - 1953                        | Mr. A.W. Schade van Westrum                               |                    |                                                        |
| 1953 - 1961                        | Jhr. W.H. van de Poll                                     |                    |                                                        |
| 1962 - 1985                        | Tjitze (Tj.) Faber                                        | CHU / CDA          |                                                        |
| 1985 - 1997                        | J.E. de Boer                                              | CDA                |                                                        |
| 1997 - 1 september 2007            | Willem Hoornstra                                          | CDA                |                                                        |
| 3 september 2007 - 16 mei 2008     | Cees van der Vliet                                        | CDA                | waarnemend                                             |
| 16 mei 2008 - 15 oktober 2017      | Inez Pijnenburg                                           | VVD                |                                                        |
| 16 oktober 2017 - 31 december 2018 | Fred de Graaf                                             | VVD                | waarnemend                                             |
| 1 februari 2019 - 3 september 2020 | Jacqueline Koops-Scheele                                  | ChristenUnie       | [ 1 ]                                                  |
| 1 november 2020 - 4 oktober 2023   | Jan Willem Wiggers                                        | CDA                | waarnemend; was waarnemend burgemeester van Hardenberg |
| 5 oktober 2023 - heden             | Olaf Prinsen                                              | D66                | [ 3 ]                                                  |